# Apapa
Apapa é uma área de governo local do estado de Lagos, na Nigéria, e está localizado a oeste da ilha de Lagos, em Lagos Harbour. É também uma das 774 Áreas de Governo Local da Nigéria.

Abriga também algumas refinarias, como o Bua Group. Também tem uma grande empresa de software bancário, Neptune Software PLc.
Outras construções notáveis incluem as torres Folawiyo e assim por diante.
Apapa tem a sede da Thisday.